# Messan Modjro
Messan Modjro – togijski piłkarz grający na pozycji pomocnika. W swojej karierze grał w reprezentacji Togo.

## Kariera klubowa
W swojej karierze piłkarskiej Modjro grał w klubie AS FOSA Lomé.

## Kariera reprezentacyjna
W 1984 roku Modjro został powołany do reprezentacji Togo na Puchar Narodów Afryki 1984. Na tym turnieju zagrał w jednym meczu grupowym, z Wybrzeżem Kości Słoniowej (0:3).